# Winznau
Winznau es una comuna suiza del cantón de Soleura, situada en el distrito de Gösgen. Limita al norte con la comuna de Lostorf, al este con Obergösgen, al sur con Dulliken, y al oeste con Olten y Trimbach.

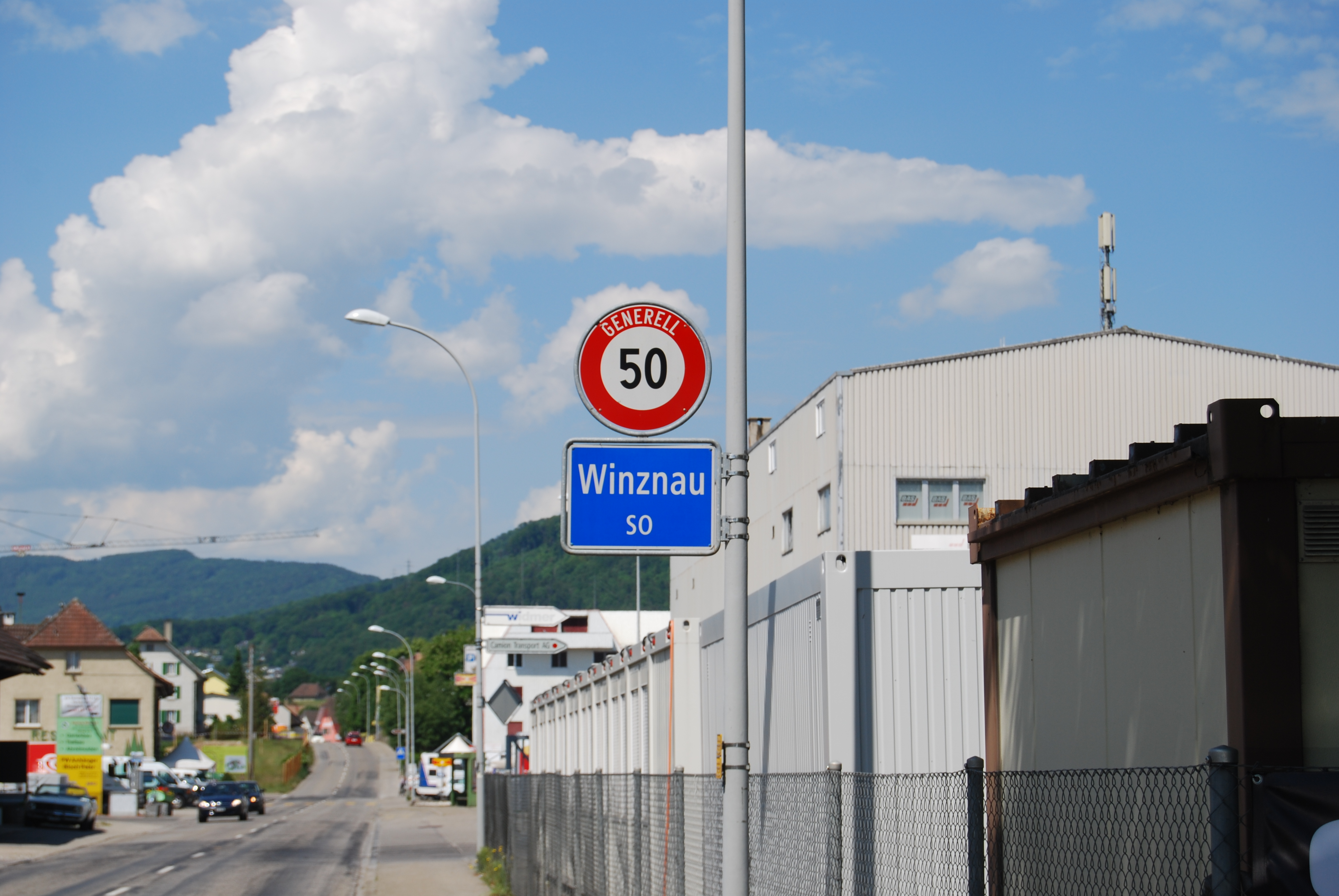
Winznau